# Samira Jassam
Samira Jassam (* um 1958) ist eine irakische Frau, die beschuldigt wird, mindestens 80 Selbstmordattentäterinnen rekrutiert zu haben. Sie wurde am 21. Januar 2009 von der irakischen Polizei verhaftet. Ihr wird unter anderem die Mitgliedschaft in der Rebellenorganisation Ansar as-Sunna vorgeworfen. 
Die Frauen wurden zunächst in einen Hinterhalt gelockt, wo sie vergewaltigt wurden. Dann überzeugte Jassam die Opfer, als Märtyrerinnen für Allah zu sterben, um der Schande und Bestrafung zu entgehen. Vergewaltigungsopfer gelten im Islam und so auch im Irak als eine Schande für die Familie und werden verstoßen und in der Gesellschaft gemieden. Durch die Selbstmordattentate sollten die Frauen die Möglichkeit erhalten, sich moralisch zu rehabilitieren. Jassam bereitete die Frauen auf ihr Märtyrerdasein vor. Sodann wurden die Frauen dann an Terroristen weitergegeben, die sie mit Sprengstoffen ausrüsteten und als lebende Bomben an das Anschlagsziel brachten. Häufig werden Frauen an Kontrollpunkten nicht körperlich durchsucht. Es ist für sie dadurch einfacher, Sprengstoff unter ihrer traditionellen Kleidung zu verstecken.
“Wir haben Samira Jassim, die auch als ‘Um al-Mumenin’ (Mutter der Gläubigen) bekannt ist verhaftet, weil sie für die Rekrutierung von mindestens 80 Frauen verantwortlich ist. Sie hat sich zu ihren Taten bekannt und die Verantwortung für 28 Terroranschläge übernommen,” sagt Generalmajor Qassim Atta.
Von den Attentaten für die sie verantwortlich ist, wurden zwei in der Provinz Diyala im Zentral-Irak verübt, die als eine der gefährlichsten Gegenden überhaupt gilt. Im Jahre 2008 meldete die US-Militärbehörde für diesen Bereich 6 Attentatsversuche weiblicher Täter. Im ganzen Land waren es im gleichen Zeitraum 23 von Frauen ausgeführte Selbstmordattentate.